# محلة نعمان ودسام (يريم)

تعديل مصدري - تعديل

محلة نعمان ودسام محلة تابعة لقرية ذمران، التابعة لعزلة بني منبة بمديرية يريم إحدى مديريات محافظة إب في الجمهورية اليمنية.، بلغ تعداد سكانها 23 حسب تعداد اليمن لعام 2004.